# Herrera de Alcántara
Herrera de Alcántara – gmina w Hiszpanii, w prowincji Cáceres, w Estramadurze, o powierzchni 121,61 km². W 2011 roku gmina liczyła 292 mieszkańców.